# Landkreis Taichung
| Status                    | Ehemaliger Landkreis der Provinz Taiwan, Republik China     |
|                           |                                                             |
| Gliederung                | 3 Städte (市), 5 Stadtgemeinden (鎮), 13 Landgemeinden (鄉) |
| Hauptstadt                | Fengyuan (豐原市)                                           |
| Daten                     |                                                             |
| Fläche                    | 2.051,5 km²                                                 |
| Bevölkerung               | 1.558.862 (Feb. 2009)                                       |
| Bevölkerungsdichte        | 760 Einwohner/km²                                           |
| Höhe                      | 0 bis 3.886 m ü. NN                                         |
| Klima                     | Subtropisch                                                 |
| Mittlere Jahrestemperatur | 22,5 °C                                                     |
| Telefonvorwahl            | +886 (0)4                                                   |
| Postleitzahlen            | 411 – 439                                                   |
| Zeitzone                  | UTC+8                                                       |
| Webpräsenz                | www.taichung.gov.tw (heutige Webseite der Stadt Taichung)   |
|                           |                                                             |

Der Landkreis Taichung (chinesisch 臺中縣 / 台中县, Pinyin Táizhōng Xiàn, Tongyong Pinyin Táijhong Siàn, W.-G. Tai-chung Hsien, Pe̍h-ōe-jī Tâi-tiong-kōan) war eine Verwaltungseinheit der Republik China auf Taiwan, die von 1945 bis 2010 existierte. Der Landkreis wurde nach der Übergabe Taiwans an die Republik China aus der vormaligen japanischen Präfektur Taichu geschaffen. Im Jahr 1950 wurden die Landkreise Nantou und Changhua als eigene Verwaltungseinheiten abgetrennt. Der Landkreis erstreckte sich von der Westküste Taiwans an der Formosastraße bis in die Gebirgsregion im Zentrum der Insel. Die von ihm umschlossene namensgebende Stadt Taichung gehörte als kreisfreie Stadt nicht zum Landkreis. Sitz der Kreisverwaltung war die nordöstlich von Taichung gelegene Stadt Fengyuan; die größte Stadt des Landkreises war (Stand 2010) Dali südlich von Taichung. 2010 wurde der Landkreis in das Stadtgebiet von Taichung eingegliedert.

## Städte und Gemeinden
Der Landkreis Taichung wurde nach Übernahme Taiwans durch die Republik China 1945 aus der vormaligen japanischen Präfektur Taichū gebildet. Anfänglich umfasste er auch das Gebiet der späteren Landkreise Nantou und Changhua, die 1950 als eigene Verwaltungseinheiten abgetrennt wurden. Nach der Reorganisation 1950 umfasste der Landkreis 6 Stadtgemeinden (鎮,  Zhèn) und 15 Landgemeinden (鄉,  Xiāng). In den folgenden Jahrzehnten ergaben sich aufgrund des allgemeinen Bevölkerungswachstums und der zunehmenden Verstädterung Änderungen im Status einiger Gemeinden. Am 1. März 1976 wurde Fengyuan von einer Stadtgemeinde zu einer Stadt (市,  Shì) erhoben. Am 1. November 1993 erlangte die Landgemeinde Dali den Stadtstatus und am 1. August 1996 geschah dasselbe mit der Landgemeinde Taiping.
Zuletzt war der Landkreis Taichung in 3 Städte (市), 5 Stadtgemeinden (鎮) und 13 Landgemeinden (鄉) untergliedert.

### Städte
- Dali (大里市)
- Fengyuan (豐原市)
- Taiping (太平市)

### Stadtgemeinden
- Dajia (大甲鎮)
- Dongshi (東勢鎮)
- Qingshui (清水鎮)
- Shalu (沙鹿鎮)
- Wuqi (梧棲鎮)

### Landgemeinden
- Da’an (大安鄉)
- Dadu (大肚鄉)
- Daya (大雅鄉)
- Heping (和平鄉)
- Houli (后里鄉)
- Longjing (龍井鄉)
- Shengang (神岡鄉)
- Shigang (石岡鄉)
- Tanzi (潭子鄉)
- Waipu (外埔鄉)
- Wufeng (霧峰鄉)
- Wuri (烏日鄉)
- Xinshe (新社鄉)

## Vereinigung von Stadt und Landkreis Taichung 2010
Nachdem verschiedene Meinungsumfragen in den Vorjahren gezeigt hatten, dass mehr als zwei Drittel der Bevölkerung im Landkreis und in der Stadt Taichung eine Vereinigung der beiden Verwaltungseinheiten befürworteten, verabschiedete der Legislativ-Yuan am 3. April 2009 ein entsprechendes Gesetz.  Am 29. Juni 2009 stimmte der Exekutiv-Yuan dem Fusionsplan zu, der am 25. Dezember 2010 in Kraft trat. Durch die Fusion wuchs die Einwohnerzahl Taichungs auf 2,6 Millionen und die Stadt erhielt den Status einer regierungsunmittelbaren Stadt, was erweiterte Selbstverwaltungsrechte und eine bessere Finanzausstattung mit sich brachte.
Die 21 Gemeinden des Landkreises erhielten danach den Status von Bezirken (區,  Qū) der Stadt Taichung.